# Campeonato Português de Futebol 2006–2007
O Campeonato português de futebol (2006-07) foi a edição do Campeonato português de futebol que se realizou entre 2006 e 2007.

## Primeira Liga

### Narrativa
A época 2006-07 foi a primeira edição da BwinLiga, 73ª edição da liga principal de futebol sénior.

### Classificação
| CLASSIFICAÇÃO |                      |           |           |           |           |           |           |           |         |         |         |         |         |         |         |         |         |         |         |         |                                      |
|               |                      | T o t a l | T o t a l | T o t a l | T o t a l | T o t a l | T o t a l | T o t a l | C a s a | C a s a | C a s a | C a s a | C a s a | C a s a | F o r a | F o r a | F o r a | F o r a | F o r a | F o r a | Comments                             |
| #             | EQUIPA               | P         | J         | V         | E         | D         | GM        | GS        | J       | V       | E       | D       | GM      | GS      | J       | V       | E       | D       | GM      | GS      | Comments                             |
| 1             | Porto                | 69        | 30        | 22        | 3         | 5         | 65        | 20        | 15      | 13      | 0       | 2       | 38      | 9       | 15      | 9       | 3       | 3       | 27      | 11      | CAMPEÃO - Acesso à Liga dos Campeões |
| 2             | Sporting             | 68        | 30        | 20        | 8         | 2         | 54        | 15        | 15      | 11      | 2       | 2       | 35      | 9       | 15      | 9       | 6       | 0       | 19      | 6       | Acesso directo Liga dos Campeões     |
| 3             | Benfica              | 67        | 30        | 20        | 7         | 3         | 55        | 20        | 15      | 11      | 4       | 0       | 31      | 7       | 15      | 9       | 3       | 3       | 24      | 13      | Acesso à 3ª Eliminatória da LC       |
| 4             | Braga                | 50        | 30        | 14        | 8         | 8         | 35        | 30        | 15      | 8       | 4       | 3       | 22      | 17      | 15      | 6       | 4       | 5       | 13      | 13      | Acesso directo Taça UEFA             |
| 5             | Belenenses           | 49        | 30        | 15        | 4         | 11        | 36        | 29        | 15      | 8       | 2       | 5       | 18      | 8       | 15      | 7       | 2       | 6       | 18      | 21      | Acesso directo Taça UEFA             |
| 6             | Paços de Ferreira    | 42        | 30        | 10        | 12        | 8         | 31        | 36        | 15      | 7       | 7       | 1       | 19      | 12      | 15      | 3       | 5       | 7       | 12      | 24      | Acesso directo Taça UEFA             |
| 7             | União de Leiria      | 41        | 30        | 10        | 11        | 9         | 25        | 27        | 15      | 6       | 7       | 2       | 14      | 11      | 15      | 4       | 4       | 7       | 11      | 16      | Acesso à Taça Intertoto              |
| 8             | Nacional da Madeira  | 39        | 30        | 11        | 6         | 13        | 41        | 38        | 15      | 9       | 2       | 4       | 28      | 15      | 15      | 2       | 4       | 9       | 13      | 23      |                                      |
| 9             | Estrela da Amadora   | 35        | 30        | 9         | 8         | 13        | 23        | 36        | 15      | 7       | 5       | 3       | 15      | 12      | 15      | 2       | 3       | 10      | 8       | 24      |                                      |
| 10            | Boavista             | 35        | 30        | 8         | 11        | 11        | 32        | 34        | 15      | 5       | 7       | 3       | 20      | 16      | 15      | 3       | 4       | 8       | 12      | 18      |                                      |
| 11            | Marítimo             | 32        | 30        | 8         | 8         | 14        | 30        | 44        | 15      | 5       | 4       | 6       | 14      | 19      | 15      | 3       | 4       | 8       | 16      | 25      |                                      |
| 12            | Naval                | 32        | 30        | 7         | 11        | 12        | 28        | 37        | 15      | 3       | 5       | 7       | 12      | 16      | 15      | 4       | 6       | 5       | 16      | 21      |                                      |
| 13            | Académica de Coimbra | 26        | 30        | 6         | 8         | 16        | 28        | 46        | 15      | 3       | 2       | 10      | 12      | 21      | 15      | 3       | 6       | 6       | 16      | 25      |                                      |
| 14            | Vitória de Setúbal   | 24        | 30        | 5         | 9         | 16        | 21        | 45        | 15      | 2       | 5       | 8       | 11      | 23      | 15      | 3       | 4       | 8       | 10      | 22      |                                      |
| 15            | Beira-Mar            | 23        | 30        | 4         | 11        | 15        | 28        | 55        | 15      | 3       | 7       | 5       | 18      | 26      | 15      | 1       | 4       | 10      | 10      | 29      | Despromoção para a Liga de Honra     |
| 16            | Desportivo das Aves  | 22        | 30        | 5         | 7         | 18        | 22        | 42        | 15      | 3       | 3       | 9       | 10      | 16      | 15      | 2       | 4       | 9       | 12      | 26      | Despromoção para a Liga de Honra     |

### Melhores marcadores
Liedson, jogador do Sporting, foi o melhor marcador com 15 golos em 28 partidas realizadas.

## Liga de Honra

### Narrativa
A edição de 2006-2007 da Liga de Honra foi a décima sétima edição deste escalão do futebol português. Foi a primeira  edição deste escalão patrocíonada por uma organização externa: Vitalis, marca do Grupo UNICER. 
A partir desta edição a competição ficou reduzida a 16 clubes, em virtude de decisões governamentais. Jogaram então 4 equipas despromovidas da Primeira Liga, 2 equipas promovidas da II Divisão e as que se mantiveram da edição anterior.

### Classificação
| CLASSIFICAÇÃO |                      |           |           |           |           |           |           |           |         |         |         |         |         |         |         |         |         |         |         |         |                                                            |
|               |                      | T o t a l | T o t a l | T o t a l | T o t a l | T o t a l | T o t a l | T o t a l | C a s a | C a s a | C a s a | C a s a | C a s a | C a s a | F o r a | F o r a | F o r a | F o r a | F o r a | F o r a | Comments                                                   |
|               | Equipa               | P         | J         | V         | E         | D         | GM        | GS        | J       | V       | E       | D       | GM      | GS      | J       | V       | E       | D       | GM      | GS      | Comments                                                   |
| 1             | Leixões              | 60        | 30        | 18        | 6         | 6         | 45        | 21        | 15      | 10      | 3       | 2       | 25      | 6       | 15      | 8       | 3       | 4       | 20      | 15      | Promovidos à Primeira Divisão                              |
| 2             | Vitória de Guimarães | 55        | 30        | 16        | 7         | 7         | 44        | 20        | 15      | 9       | 4       | 2       | 25      | 5       | 15      | 7       | 3       | 5       | 19      | 15      | Promovidos à Primeira Divisão                              |
| 3             | Rio Ave              | 53        | 30        | 15        | 8         | 7         | 44        | 37        | 15      | 10      | 2       | 3       | 25      | 17      | 15      | 5       | 6       | 4       | 19      | 20      |                                                            |
| 4             | Santa Clara          | 50        | 30        | 15        | 5         | 10        | 34        | 31        | 15      | 8       | 4       | 3       | 18      | 14      | 15      | 7       | 1       | 7       | 16      | 17      |                                                            |
| 5             | Gondomar             | 45        | 30        | 13        | 6         | 11        | 33        | 30        | 15      | 7       | 3       | 5       | 17      | 11      | 15      | 6       | 3       | 6       | 16      | 19      |                                                            |
| 6             | Feirense             | 44        | 30        | 11        | 11        | 8         | 38        | 26        | 15      | 7       | 5       | 3       | 20      | 10      | 15      | 4       | 6       | 5       | 18      | 16      |                                                            |
| 7             | Varzim               | 44        | 30        | 12        | 8         | 10        | 34        | 37        | 15      | 7       | 3       | 5       | 18      | 18      | 15      | 5       | 5       | 5       | 16      | 19      |                                                            |
| 8             | Penafiel             | 41        | 30        | 10        | 11        | 9         | 23        | 27        | 15      | 8       | 4       | 3       | 16      | 13      | 15      | 2       | 7       | 6       | 7       | 14      |                                                            |
| 9             | Olhanense            | 40        | 30        | 10        | 10        | 10        | 29        | 31        | 15      | 6       | 5       | 4       | 20      | 18      | 15      | 4       | 5       | 6       | 9       | 13      |                                                            |
| 10            | Estoril Praia        | 37        | 30        | 10        | 7         | 13        | 30        | 35        | 15      | 7       | 4       | 4       | 21      | 15      | 15      | 3       | 3       | 9       | 9       | 20      |                                                            |
| 11            | Trofense             | 36        | 30        | 9         | 9         | 12        | 27        | 26        | 15      | 4       | 5       | 6       | 10      | 12      | 15      | 5       | 4       | 6       | 17      | 14      |                                                            |
| 12            | Gil Vicente          | 36        | 30        | 12        | 9         | 9         | 27        | 27        | 15      | 7       | 5       | 3       | 16      | 13      | 15      | 5       | 4       | 6       | 11      | 14      | Penalizado em 9 pontos por falta de comparência em 3 jogos |
| 13            | Vizela               | 34        | 30        | 9         | 7         | 14        | 29        | 32        | 15      | 6       | 3       | 6       | 13      | 11      | 15      | 3       | 4       | 8       | 16      | 21      |                                                            |
| 14            | Portimonense         | 30        | 30        | 7         | 9         | 14        | 28        | 42        | 15      | 2       | 6       | 7       | 11      | 20      | 15      | 5       | 3       | 7       | 17      | 22      |                                                            |
| 15            | Ol. Moscavide        | 27        | 30        | 7         | 6         | 17        | 26        | 42        | 15      | 4       | 3       | 8       | 17      | 21      | 15      | 3       | 3       | 9       | 9       | 21      | Despromoção para a II Divisão                              |
| 16            | Chaves               | 16        | 30        | 3         | 7         | 20        | 16        | 43        | 15      | 2       | 4       | 9       | 10      | 21      | 15      | 1       | 3       | 11      | 6       | 22      | Despromoção para a II Divisão                              |

### Melhores marcadores
|     | Nome              | Clube                | Jogos | Golos |
| --- | ----------------- | -------------------- | ----- | ----- |
| 1º  | Roberto Alcântara | Leixões              | 30    | 17    |
| 2º  | Djalmir           | Olhanense            | 27    | 13    |
| 3º  | Ghilas            | Vitória de Guimarães | 29    | 12    |
| 4º  | Reguila           | Trofense             | 20    | 11    |
| 5º  | Ladji Keita       | Rio Ave              | 29    | 9     |
| 6º  | Nicolás Canales   | Gondomar             | 24    | 8     |
| 7º  | Milhazes          | Rio Ave              | 28    | 7     |
| 8º  | Brasília          | Vitória de Guimarães | 29    | 7     |
| 9º  | Denilson Souza    | Varzim               | 29    | 7     |
| 10º | Nuno Sousa        | Feirense             | 29    | 7     |

## Segunda Divisão

### Primeira Fase

#### Série A
| CLASSIFICAÇÃO |           |           |           |           |           |           |           |           |         |         |         |         |         |         |         |         |         |         |         |         |                            |
|               |           | T o t a l | T o t a l | T o t a l | T o t a l | T o t a l | T o t a l | T o t a l | C a s a | C a s a | C a s a | C a s a | C a s a | C a s a | F o r a | F o r a | F o r a | F o r a | F o r a | F o r a | Comments                   |
|               | Equipa    | P         | J         | V         | E         | D         | GM        | GS        | J       | V       | E       | D       | GM      | GS      | J       | V       | E       | D       | GM      | GS      | Comments                   |
| 1             | Freamunde | 52        | 26        | 16        | 4         | 6         | 38        | 24        | 13      | 9       | 2       | 2       | 19      | 7       | 13      | 7       | 2       | 4       | 19      | 17      | Apuramento para o Play-Off |

#### Série B
| CLASSIFICAÇÃO |            |           |           |           |           |           |           |           |         |         |         |         |         |         |         |         |         |         |         |         |                            |
|               |            | T o t a l | T o t a l | T o t a l | T o t a l | T o t a l | T o t a l | T o t a l | C a s a | C a s a | C a s a | C a s a | C a s a | C a s a | F o r a | F o r a | F o r a | F o r a | F o r a | F o r a | Comments                   |
|               | Equipa     | P         | J         | V         | E         | D         | GM        | GS        | J       | V       | E       | D       | GM      | GS      | J       | V       | E       | D       | GM      | GS      | Comments                   |
| 1             | U. Madeira | 54        | 26        | 17        | 3         | 6         | 53        | 21        | 13      | 10      | 1       | 2       | 32      | 10      | 13      | 7       | 2       | 4       | 21      | 11      | Apuramento para o Play-Off |

#### Série C
| CLASSIFICAÇÃO |        |           |           |           |           |           |           |           |         |         |         |         |         |         |         |         |         |         |         |         |                            |
|               |        | T o t a l | T o t a l | T o t a l | T o t a l | T o t a l | T o t a l | T o t a l | C a s a | C a s a | C a s a | C a s a | C a s a | C a s a | F o r a | F o r a | F o r a | F o r a | F o r a | F o r a | Comments                   |
|               | Equipa | P         | J         | V         | E         | D         | GM        | GS        | J       | V       | E       | D       | GM      | GS      | J       | V       | E       | D       | GM      | GS      | Comments                   |
| 1             | Fátima | 59        | 26        | 18        | 5         | 3         | 50        | 17        | 13      | 8       | 4       | 1       | 26      | 7       | 13      | 10      | 1       | 2       | 24      | 10      | Apuramento para o Play-Off |

#### Série D
| CLASSIFICAÇÃO |        |           |           |           |           |           |           |           |         |         |         |         |         |         |         |         |         |         |         |         |                            |
|               |        | T o t a l | T o t a l | T o t a l | T o t a l | T o t a l | T o t a l | T o t a l | C a s a | C a s a | C a s a | C a s a | C a s a | C a s a | F o r a | F o r a | F o r a | F o r a | F o r a | F o r a | Comments                   |
|               | Equipa | P         | J         | V         | E         | D         | GM        | GS        | J       | V       | E       | D       | GM      | GS      | J       | V       | E       | D       | GM      | GS      | Comments                   |
| 1             | Real   | 46        | 26        | 13        | 7         | 6         | 46        | 34        | 13      | 6       | 4       | 3       | 18      | 15      | 13      | 7       | 3       | 3       | 28      | 19      | Apuramento para o Play-Off |

### 2ª Fase

#### Play-Off
| Visitado (S)   | Result. Agg | Visitante (S) |
| Real (D)       | 3 - 7       | Fátima (C)    |
| U. Madeira (B) | 1 - 2       | Freamunde (A) |

#### Final
Os dois clubes que disputaram afinal foram promovidos à Liga de Honra
| Visitado (S)  | Resultado | Visitante (S) |
| Freamunde (D) | 1 - 0     | Fátima (C)    |

## Terceira Divisão

### Série Açores
Dos jogos da Fase Regular disputada entre todos os clubes da série para a apuramento de Campeão e clubes despromovidos verificou-se:
| Angrense          |
| Santiago          |
| Marítimo Graciosa |
| U. Micaelense     |
| Fayal             |

| Capelense        |
| Praiense         |
| Vitória do Pico  |
| Santo António    |
| Marítimo Velense |

### Série A
O Valdevez foi o campeão desta série. Acompanhou na subida à II Divisão o Merelinense, que ficou em 2º lugar.
Vilaverdense, Limianos e Cabeceirense foram despromovidos aos campeonatos distritais.

### Série B
O Leça foi o campeão desta série. Acompanhou na subida à II Divisão o Tirsense, que ficou em 2º lugar.
Vilanovense, Vila Real, Ermesinde e Canedo foram despromovidos aos campeonatos distritais.

### Série C
O Anadia foi o campeão desta série. Acompanhou na subida à II Divisão o Sátão, que ficou em 2º lugar.
Águeda, Santacombadense e Paços de Brandão foram despromovidos aos campeonatos distritais.

### Série D
O Caldas foi o campeão desta série. Acompanhou na subida à II Divisão o Benfica e Castelo Branco, que ficou em 2º lugar.
Atlético Riachense, União de Coimbra e Bidoeirense foram despromovidos aos campeonatos distritais.

### Série E
O Caniçal foi o campeão desta série. Acompanhou na subida à II Divisão o Carregado, que ficou em 2º lugar.
Montijo, Oeiras e Lourel foram despromovidos aos campeonatos distritais.

### Série F
O Lagoa foi o campeão desta série. Acompanhou na subida à II Divisão o Juv. Évora, que ficou em 2º lugar.
Atlético SC, Lusit. VRSA e Serpa foram despromovidos aos campeonatos distritais.

## Taça de Portugal
A Taça de Portugal 2006-07 foi 67ª edição da Taça de Portugal, competição sob alçada da Federação Portuguesa de Futebol vencida pelo Sporting Clube de Portugal.

## Supertaça Cândido de Oliveira
A Supertaça Cândido de Oliveira 2006-07 foi a 29ª edição da Supertaça Cândido de Oliveira, vencida pelo Sporting Clube de Portugal, jogou-se a 11 de Agosto de 2007, no Estádio Dr. Magalhães Pessoa, em Leiria. O jogo opôs o Futebol Clube do Porto, vencedor da Primeira Liga, ao Sporting Clube de Portugal, vencedor da Taça de Portugal.